# 그냥 물어봐!
《그냥 물어봐!》(영어: Just Ask! - Be Different, Be Brave, Be You)는 미 연방대법관 소니아 소토마요르가 글을 쓰고 일러스트레이터 라파엘 로페즈가 그림을 그려 2019년 펭귄랜덤하우스에서 펴낸 그림책이다. 한글판은 2020년 3월 불의여우(에이치비 출판사)에서 번역·출간했다(역자: 김보람). 미 역사상 최초의 히스패닉계 연방대법관으로서 소수자 인권과 평등에 관심이 많은 저자 소니아 소토마요르가 어린시절 소아당뇨를 앓았던 자신의 경험을 바탕으로 내용을 구성했으며, 알러지와 당뇨에서부터 시·청각 장애, 다운증후군, 투렛증후군, ADHD 등을 아동들의 눈높이에서 설명해 준다.

## 내용
7살 때부터 소아당뇨를 진단받고 평생 인슐린 주사를 직접 놓으며 생활해 온 소토마요르 대법관은 자신이 어린 시절 겪었던 차별의 시선, 남들과 다른 모습을 보이며 받아야만 했던 오해, 그리고 그러한 시선에 당당하게 맞서 살아 온 경험을 녹여 ‘모두가 다르기 때문에 세상은 멋진 것’이라는 메시지를 전한다. 소토마요르는 책에서 화자 ‘소니아’로 등장해 소아당뇨를 앓는 자신의 상태를 솔직하게 밝히고, 주사를 스스로 놓는 등 왜 보통 사람과 다른 행동을 해야 하는지, 그럴 때의 감정은 어떠한지를 설명해 준다. 이어서 11명의 서로 다른 친구들이 차례로 나와 서로 질문을 주고 받으며 다양한 장애와 증상, 그리고 타인이 그러한 ‘다름’을 이해하는 데 도움을 줄 배경 지식을 아이들의 눈높이에서 알기 쉽게 설명한다. 책에서 다루고 있는 12가지의 다양한 증상 및 장애는 아래와 같다(등장 순서대로).
- 당뇨(제1형)
- 천식
- 보행 장애
- 시각 장애
- 청각 장애
- 난독증
- 자폐성 장애
- 말더듬증
- 투렛증후군
- ADHD
- 땅콩 알레르기
- 다운증후군

이처럼 우리 아이들이 주변에서 한번쯤 만나게 될 다양한 유형의 친구들은 일반적인 아이들과는 다른 모습을 보여 주지만, 그러한 차이에도 불구하고 저마다 자신의 장점을 살려 소니아와 함께 뒷동산을 아름답게 가꾸어 간다.

## 저자 및 역자
- 소니아 소토마요르는 미국 뉴욕 브롱크스에서 태어나 프린스턴 대학교를 졸업하고 예일대 법대에서 법학전문석사 학위를 받았다. 이후 뉴욕카운티 지방검사보를 거쳐 파비아&하코트에서 변호사로 근무한 뒤 1991년에는 미국 조지 H.W. 부시 대통령의 지명으로 뉴욕 남부지법 연방지법판사를, 1997년에는 클린턴 대통령의 지명으로 제2연방항소법원 판사를 맡아 일했다. 소니아 소토마요르는 2009년 버락 오바마 대통령의 지명을 받고 국회 인준을 통과함으로써 사상 최초로 라틴계 출신 미 연방대법원 대법관이 되었으며, 저서로는 《소토마요르, 희망의 자서전》, 《페이지를 넘기며》등이 있다.
- 그림을 그린 라파엘 로페즈는 《드럼 드림 걸Drum Dream Girl》과 《열정의 책 Book Fiesta》으로 푸라 벨프레 Belpré 메달을 받았고 세 번의 푸라 벨프레 아너, 두 번의 아메리카 북 어워드, 2017년 토머스 리베라 어린이책 어워드, 일러스트레이터협회 순수예술 실버 메달 등을 수상했다. 로페즈는 허핑턴포스트와 그래픽디자인 USA, 연간 아메리칸 일러스트레이션, 커뮤니케이션 아트 등과 작업했으며, ‘샌디에이고 도심 예술길’ 운동을 주도하기도 했다. 7개의 미국 우편도장을 디자인했고 2008년과 2012년 미국 민주당의 오바마-바이든 대선 캠페인의 공식포스터도 만들었다.
- 영문 원작을 우리말로 옮긴 김보람은 신문방송학을 공부하고 언론사와 출판사에서 일했다. 2020년 현재 유엔교육과학문화기구(UNESCO)에서 발행하는《유네스코뉴스》의 편집장을 맡고 있으며, 다양성과 다문화, 관용과 평등에 관한 책들을 소개하고 우리말로 옮기고 있다. 옮긴 책으로《엄마와 나》,《스텔라네 가족》,《남자가 울고 싶을 땐》,《엉뚱한 아이를 다루는 법》 등이 있다.

## 수상 및 추천
- 전미도서관협회(American Library Association) “슈나이더 패밀리 북 어워드(Schneider Family Book Award)” 2020년 어린이 그림책 부문 수상작[3]